# Памятник В. О. Ключевскому (Пенза)
Памятник В. О. Ключевскому — памятник в г. Пензе перед Пензенским колледжем культуры и искусств. Один из двух памятников в России и мире, увековечивших выдающегося русского историка, академика Петербургской Академии наук Василия Осиповича Ключевского (1841—1911) (наряду с бюстом в селе Воскресеновка Пензенского района Пензенской области).
Открыт 11 октября 2008 года. В открытии памятника принимали участие губернатор Пензенской области Василий Бочкарёв, депутат Государственной Думы Российской Федерации Михаил Питкевич и ученики средней школы села Воскресеновка Пензенского района Пензенской области (родины В. О. Ключевского), которая носит его имя.
Памятник представляет собой бронзовую статую, установленную на сборном постаменте.
На постаменте памятника установлена мемориальная доска с надписью:

ВАСИЛИЮ
ОСИПОВИЧУ
КЛЮЧЕВСКОМУ
выдающемуся
российскому
учёному-историку,
педагогу, уроженцу
Пензенского края

Автор памятника — скульптор Валерий Кузнецов.

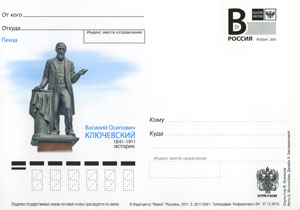
Почтовая карточка с изображением памятника, выпущенная в 2011 году

В 2011 году в честь 170-летия со дня рождения Василия Ключевского почтой России была выпущена почтовая карточка с изображением памятника В. О. Ключевскому работы скульптора В. Ю. Кузнецова.